# Thénac (Charente Marittima)
Thénac è un comune francese di 1 860 abitanti situato nel dipartimento della Charente Marittima nella regione della Nuova Aquitania.

## Società

### Evoluzione demografica
Abitanti censiti